# Ernst Christian Pfannschmidt
Ernst Christian Pfannschmidt (* 3. November 1868 in Berlin; † 28. September 1949 in Bad Lobenstein) war ein deutscher Maler und Illustrator.

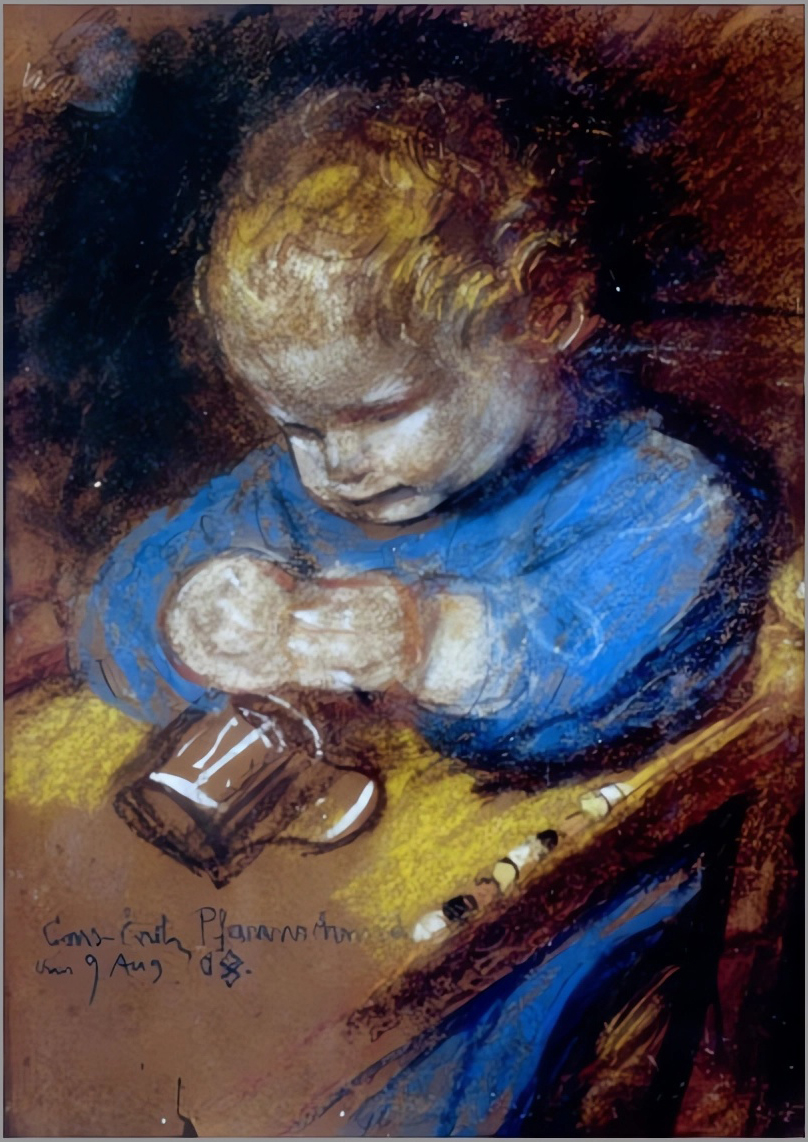
Ernst Christian Pfannschmidt: Der Sohn Ernst-Erik, 1908

## Leben
Pfannschmidt war eins von elf Kindern des Malers Carl Gottfried Pfannschmidt und seiner Frau Johanna († 1912). Der Theologe und Heimatforscher Martin Eckart Pfannschmidt (1861–1947) und der Bildhauer Friedrich Pfannschmidt (1864–1914) waren seine Brüder.
Er war zunächst Schüler seines Vaters und studierte dann von 1885 bis 1890 an der Berliner Akademie und von 1890 bis 1895 an der Kunstakademie Düsseldorf. Dort war er Meisterschüler von Eduard von Gebhardt. Erstmals besuchte er Rom im Frühjahr 1896. Von Februar 1898 bis 1905 lebte er dauerhaft dort, 1906 weilte er einige Monate in der Ewigen Stadt, im Juni 1911 besuchte er sie erneut. Mit dem Rom-Stipendium der Preußischen Akademie der Künste bezog er von 1898 bis 1900 die römische Villa Strohl-Fern, verblieb dort laut Guida Monaci bis 1905. Nach 1906 folgten Reisen durch Italien. Er nahm dann seinen Wohnsitz in Berlin. 1912 erhielt er eine Professur an der Berliner Akademie und wurde 1915 ordentliches Mitglied der Preußischen Akademie der Künste. Zu seinen Meisterschülern gehörten u. a. Hermann Kirchberger und Hans Stübner. Pfannschmidt war 1937, 1938, 1939 und 1942 auf der Großen Deutschen Kunstausstellung in München vertreten. 1944 wurde er auf der Gottbegnadeten-Liste des  NS-Propagandaministeriums geführt.

## Werk

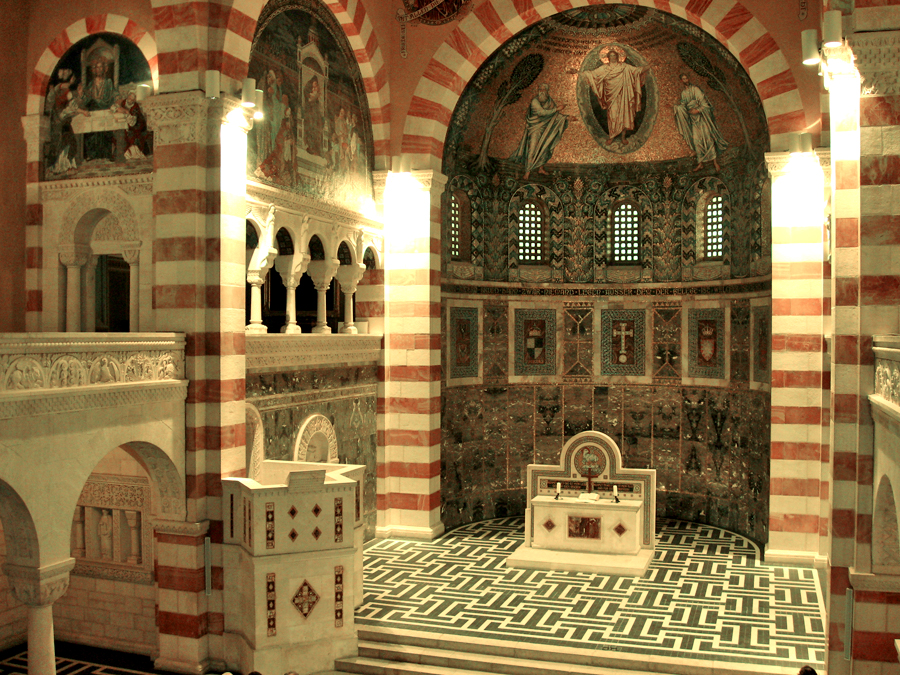
Innenraum der Himmelfahrtkirche Jerusalem mit Lünettenbildern von Ernst Christian Pfannschmidt

Pfannschmidt war vor allem als Historienmaler und Kirchenmaler tätig. Von ihm stammen Altarbilder und Mosaikentwürfe für Kirchen in Berlin, Düsseldorf, Kiel, Essen und Rom. Seine von Puhl & Wagner in Mosaik ausgeführten Lünettenbilder zum Leben Jesu für die Kaiser-Wilhelm-Gedächtnis-Kirche in Berlin sind zerstört; ihr Pendant in der Himmelfahrtkirche (Jerusalem) jedoch erhalten.
1933 erhielt er im Wettbewerb „für die Ausmalung des großen Festsaales im Schöneberger Rathaus“ den ersten Preis (durch den Verein Berliner Künstler).
Werke im öffentlichen Raum
- Altarbild der Kirche von Muchow
- Altar der Glaubenskirche (Berlin-Tempelhof) (1915)
- Altarbild Golgathakirche (Berlin-Mitte)
- Altarbild Michaeliskirche (Hamburg)
- Mosaiken in der Himmelfahrtkirche (Jerusalem)
- Mosaiken in der Evangelischen Christuskirche (Rom)
- Altarbild Pauluskirche Remscheid-Hasten